# Щиленка (платформа)
Щиленка — платформа Бологое — Псковского направления Октябрьской железной дороги.
Расположена рядом с деревней Щиленка, на перегоне Дно — Роща, в Дновском районе Псковской области. Имеется одна платформа, расположенная с правой стороны пути. На платформе имеют остановку 2 пары пригородных поездов по понедельникам и 1 пара по остальным дням. Кассы отсутствуют.

## Путевое развитие
Путевое развитие включает в себя один путь на железобетонных шпалах.